# Thalassius kolosvaryi
Thalassius kolosvaryi är en spindelart som beskrevs av Lodovico di Caporiacco 1947. Thalassius kolosvaryi ingår i släktet Thalassius och familjen vårdnätsspindlar. Inga underarter finns listade i Catalogue of Life.